# وینز
وینز (به هلندی: Wijns) یک منطقهٔ مسکونی در هلند است که در تیچرکسترادیل واقع شده‌است. وینز ۲۲۸ نفر جمعیت دارد.